# Рондане
Про вірш Осмунна Улавссона Віньє, див. Ved Rundarne.
Рондане — це гірський район в Оппланні та Гедмарку. Його територія входить до складу національного парку Рондане. Рондане простягається від Атндален на сході до Брокдалена на заході та від Іллманндален на півдні до Дьоролен на півночі. До масиву входять вершини понад 2000 метрів, найвища серед яких Рондслоттет (2 178 м).

## Назва
Назва Rondane може бути пов’язана з тим, що гори виглядають круглими (rund — круглий) з певних ракурсів. Про це свідчить застаріле написання топоніму «Rundarne» (наприклад, у вірші Ved Rundarne Осмунна Улавссона Віньє). Інша версія пов’язана зі старонорвезьким rǫnd («видовжений», «стрічка»), що вказує на форму озера Rondvatnet, від якого походять назви всіх навколишніх гір. Цей корінь зустрічається, зокрема, в назві озера Randsfjorden, що теж має видовжену форму.

## Географія
На території парку десять вершин висотою понад 2000 м. Найвища точка — вершина Рондеслотте — має висоту 2178 м. Найнижча точка знаходиться трохи нижче лінії лісу, приблизно на рівні 1000–1100 м. Найглибша долина з озером Rondvatnet знаходиться між масивами Стурронден–Рондеслотте та Smiubelgen. Гірські плато розрізані глибокими долинами з пласким кам’янистим дном. Кількість опадів недостатня для формування льодовиків, але зустрічаються сніжники. Рельєф Rondane сформувався наприкінці Льодовикової ери. Зустрічаються золлі, ескери та невеликі каньйони, утворені під впливом таїння льодових щитів.
Вершини висотою понад 2 000 м:
- Rondslottet – 2 178 м
- Стурронден – 2 138 м
- Хьоґронден – 2 115 м
- Західний Міттронден – 2 060 м
- Віньєронден – 2 044 м
- Східний Міттронден – 2 024 м
- Троллтінден – 2 018 м
- Стурсмеден – 2 016 м
- Діґерронден – 2 016 м
- Веслесмеден – 2 015 м

## Флора й фауна
Разом із національними парками Довре та Довреф'єлле Сюнндаліф'єлла, Рондане утворює найбільшу в Європі неперервну ділянку дикої природи, на якій зустрічається північний олень, за збереження якого Норвегія несе особливу відповідальність. Крім північного оленя на території національного парку зрідка зустрічається лось, мускусний бик, росомаха, рись i ведмідь. Рослинність є достатньо бідною. Переважають мхи й лишайники, що складають основу раціону північних оленів а також утворюють добриво для більш вибагливих рослин, якими харчуються миші й лемінги. Лишайник ризокарпон добре почувається на камінні Рондане, завдяки чому в пейзажі переважають впізнавані жовто-зелені кольори. 

## Природоохоронна діяльність
Національний парк Рондане, на території якого знаходиться гірський масив, заснований 21 грудня 1962 р., є найстарішим національним парком країни. В 2003 р. площа парку збільшилася більше ніж в 1,5 рази. Розширення території національного парку зумовлено прагненням забезпечити належні умови проживання популяції диких оленів.
Rondane став першим національним парком з кількох причин. З одного боку, цей район розглядався як безперспективний для розвитку енергетики й гірничодобувної промисловості. З іншого боку, своєю появою національний парк зобов’язаний зусиллям місцевих громад i особливо Нурманна Хайткеттера (Normann Heitkøtter), що зробив найбільший особистий внесок у збереження території.
«Не треба мені говорити, що північний олень має втіху з життя на узбіччі дороги, а природною домівкою гірської куріпки є гора сміття, що виростає поряд із незліченними будинками. Ніхто не сперечається з тим, що нам потрібні дороги й будинки. Нам лишень потрібно зарезервувати деякі території, доки не стало занадто пізно». Нурманн Хайткеттер, щорічник DNT, 1960 р.

## Туризм
Рондане один з найвідвідуваніших районів для пішохідного туризму та гірського туризму як влітку, так і взимку. Територією масиву проходить ряд маркованих туристичних маршрутів, що обслуговуються організацією DNT. Початковими точками маршрутів можуть служити туристичні притулки Рондвассбю та Бйорнголла на півдні або Дьоролсетер на півночі. Засновники парку відмовилися від прокладання маршрутів i будівництва кемпінгів поряд із місцями проживання оленів. Деякі маршрути зазнали змін протягом останніх років з цієї ж причини.